# Ernst Widmer
Ernst Widmer (Aarau, 25 aprile 1927 – Aarau, 3 gennaio 1990) è stato un compositore, direttore d'orchestra e pianista svizzero naturalizzato brasiliano.

## Biografia
Proveniente da una famiglia intensamente legata all'arte, Widmer inizia a studiare pianoforte all'età di 7 anni e a 14 decide di votarsi alla musica. È allievo di Otto Kuhn tra il 1943 e il 1947. Compone Fünf Lieder im alten Stil (o Opus 1) nel 1949. L'anno dopo si diploma in composizione, contrappunto, pianoforte, direzione d'orchestra e analisi. Fino al 1956 dirige un coro di chiesa e insegna, mentre continua a comporre.
Nel 1955 sposa la cantante brasiliana Sonja Born. Dopo una vacanza in Brasile dell'anno successivo, decide di trasferirvisi. Avvia l'insegnamento a Salvador de Bahia (Universidade Federal de Bahia) per le materie di teoria musicale e direzione di coro, anche grazie al favore che gli riserva il direttore tedesco Hans-Joachim Koellreutter, all'epoca assai influente sulla scena brasiliana.
Tra il 1958 e il 1967 la sua attività di direttore di coro, accompagnata da materiali da lui appositamente composti, ottiene risonanza internazionale.
Nel 1962 torna a sposarsi, stavolta con il soprano Adriana Bispo, da cui ha tre figli.
Nel 1963 succede a Koellreutter nel ruolo di professore di composizione e contrappunto. Tra il 1963 e il 1980 dirige a più riprese la scuola di musica di Bahia. Nel 1966 fonda il Grupo de Compositores de Bahia e diventa intellettuale di riferimento per una intera generazione di musicisti brasiliani.
Nel 1967 acquista la cittadinanza brasiliana, senza rinunciare a quella svizzera.
Tra il 1969 e il 1973 è direttore del Festival della nuova musica di Bahia. Tra il 1974 e il 1982 è direttore artistico del Festival di arte di Bahia.